# Смит, Джо (футболист, 1889)
Джо́зеф Смит (англ. Joseph Smith; 25 июня 1889 — 11 августа 1971), более известный как Джо Смит (англ. Joe Smith)  — английский футболист и футбольный тренер. В качестве игрока наиболее известен по своим выступлениям за «Болтон Уондерерс», в котором был нападающим. Был главным тренером «Блэкпула» на протяжении 23 лет и привёл клуб к победе в финале Кубка Англии 1953 года.

## Карьера футболиста
Смит родился в 1889 году в Дадли, Западный Мидленд. Он начал играть за клуб «Кру Александра», но свой первый профессиональный контракт подписал с клубом «Болтон Уондерерс» в 1908 году. В «Болтоне» он выступал на позиции инсайда или центрального нападающего. Во время Первой мировой войны выступал в качестве гостя за «Челси» и «Порт Вейл». В сезоне 1920/21 Смит забил 38 голов в чемпионате, став лучшим бомбардиром Первого дивизиона в сезоне. Всего за 19 лет, проведённых в «Болтоне», Смит забил 277 голов в 492 матчах. В 1923 и 1926 годах Смит помог «Болтону» выиграть два Кубка Англии.
С 1927 по 1929 годы Смит играл в клубе «Стокпорт Каунти», за который провёл 70 матчей в чемпионате и забил 61 гол.
В 1929 году перешёл в клуб «Дарвен», где был играющим тренером на протяжении двух сезонов. Впоследствии выступал за «Манчестер Сентрал» и «Хайд Юнайтед», после чего завершил карьеру игрока.

### Карьера в сборной
Первый матч за сборную Англии Джо Смит провёл 15 февраля 1913 года. Это была игра Домашнего чемпионата Британии против сборной Ирландии на стадионе «Уиндзор Парк» в Белфасте. Ирландцы одержали победу в матче со счётом 2:1.
После этого Смит провёл ещё четыре матча за сборную, сыграв против Уэльса (в этой встрече он отметился голом), Шотландии, Ирландии и снова против Уэльса.

## Тренерская карьера

### Дарвен
В 1929 году Смит стал играющим тренером в клубе «Дарвен». Он забил 42 гола в 51 матче за клуб. Параллельно он руководил командой в качестве тренера, выиграв чемпионат комбинации Ланкашира (дважды), Кубок комбинации (дважды), Молодёжный кубок Ланкашира и Трофей вызова Ланкашира.

### Рединг
В 1931 году Смит повесил бутсы на гвоздь и стал главным тренером клуба Третьего южного дивизиона «Рединг». Он провёл в клубе четыре сезона, за которые «Рединг» дважды занимал второе место в своём дивизионе.

### Блэкпул
В августе 1935 года Смит был назначен новым главным тренером «Блэкпула», заменив на этом посту ушедшего в отставку Сэнди Макферлена.
В сезоне 1936/37 (втором сезоне Смита в «Блэкпуле») он вывел свой клуб в Первый дивизион.
10 марта 1939 года Смит и директор «Блэкпула» Альберт Хиндли попали в заголовки газет, подписав Джека Доддса из «Шеффилд Юнайтед» за рекордную сумму в £10 000.
В начале 1950-х тройка нападающих в лице Мортенсена, Мэтьюза и Мади, сформированная Джо Смитом, обеспечила «Блэкпулу» попадание в три финала Кубка Англии (из них «Блэкпул» два матча проиграл и один выиграл), а также высокие места в чемпионате. 21 сезон из 23, в которых Смит был главным тренером клуба, «Блэкпул» провёл в высшем дивизионе чемпионата Англии.
В 1953 году Джо Смит выиграл с «Блэкпулом» Кубок Англии, обыграв в финале свой бывший клуб, «Болтон».
В 1958 году 68-летний Смит из-за проблем со здоровьем ушёл в отставку с поста главного тренера «Блэкпула». Под его руководством команда провела 714 матчей в Футбольной лиге, выиграв 306 матчей (43 %), сыграв вничью 164 раза и проиграв 244 раза. Совет директоров клуба наградил его солидным денежным пособием, а также приобрёл для него дом в Блэкпуле.
11 августа 1971 года Джо Смит умер в Блэкпуле в возрасте 82 лет.

### Тренерская статистика
| Клуб    | Страна | Начало работы  | Завершение работы | Показатели | Показатели | Показатели | Показатели | Показатели |
| Клуб    | Страна | Начало работы  | Завершение работы | М          | В          | Н          | П          | % побед    |
| ------- | ------ | -------------- | ----------------- | ---------- | ---------- | ---------- | ---------- | ---------- |
| Рединг  | Англия | 1 июля 1931    | 1 августа 1935    | 184        | 92         | 49         | 43         | 50,0       |
| Блэкпул | Англия | 1 августа 1935 | 30 апреля 1958    | 730        | 317        | 247        | 166        | 43,42      |
| Итого   | Итого  | Итого          | Итого             | 914        | 409        | 296        | 209        | 44,75      |

## Достижения

### В качестве игрока
Болтон Уондерерс
- Обладатель Кубка Англии (2): 1923, 1926
- Победитель Второго дивизиона: 1908/09

### В качестве тренера
Блэкпул
- Обладатель Кубка Англии: 1953
- Финалист Кубка Англии: 1948, 1951
- Серебряный призёр Первого дивизиона: 1955/56

### Личные достижения
- Рекордсмен «Болтон Уондерерс» по количеству голов в сезоне: 38 голов

## Статистика выступлений
| Клуб             | Сезон            | Лига | Лига | Кубок Англии | Кубок Англии | Прочие | Прочие | Итого | Итого |
| Клуб             | Сезон            | Игры | Голы | Игры         | Голы         | Игры   | Голы   | Игры  | Голы  |
| ---------------- | ---------------- | ---- | ---- | ------------ | ------------ | ------ | ------ | ----- | ----- |
| Болтон Уондерерс | 1908/09          | 1    | 0    | 0            | 0            | 0      | 0      | 1     | 0     |
| Болтон Уондерерс | 1909/10          | 6    | 0    | 0            | 0            | 0      | 0      | 6     | 0     |
| Болтон Уондерерс | 1910/11          | 32   | 11   | 1            | 0            | 0      | 0      | 33    | 11    |
| Болтон Уондерерс | 1911/12          | 37   | 22   | 3            | 2            | 0      | 0      | 40    | 24    |
| Болтон Уондерерс | 1912/13          | 33   | 22   | 1            | 0            | 0      | 0      | 34    | 22    |
| Болтон Уондерерс | 1913/14          | 35   | 18   | 3            | 4            | 0      | 0      | 38    | 22    |
| Болтон Уондерерс | 1914/15          | 38   | 29   | 7            | 7            | 0      | 0      | 45    | 36    |
| Болтон Уондерерс | 1919/20          | 27   | 18   | 1            | 0            | 0      | 0      | 28    | 18    |
| Болтон Уондерерс | 1920/21          | 41   | 38   | 1            | 0            | 0      | 0      | 42    | 38    |
| Болтон Уондерерс | 1921/22          | 39   | 18   | 2            | 0            | 0      | 0      | 41    | 18    |
| Болтон Уондерерс | 1922/23          | 37   | 17   | 7            | 2            | 0      | 0      | 44    | 19    |
| Болтон Уондерерс | 1923/24          | 39   | 16   | 3            | 0            | 0      | 0      | 42    | 16    |
| Болтон Уондерерс | 1924/25          | 36   | 24   | 3            | 2            | 0      | 0      | 39    | 26    |
| Болтон Уондерерс | 1925/26          | 36   | 15   | 9            | 6            | 0      | 0      | 45    | 21    |
| Болтон Уондерерс | 1926/27          | 12   | 6    | 2            | 0            | 0      | 0      | 14    | 6     |
| Болтон Уондерерс | Итого            | 449  | 254  | 43           | 23           | 0      | 0      | 492   | 277   |
| Профессионалы    | 1926/27          | -    | -    | -            | -            | 1      | 0      | 1     | 0     |
| Профессионалы    | Итого            | 0    | 0    | 0            | 0            | 1      | 0      | 1     | 0     |
| Стокпорт Каунти  | 1926/27          | 8    | 4    | 0            | 0            | 1      | 0      | 9     | 4     |
| Стокпорт Каунти  | 1927/28          | 40   | 38   | 2            | 2            | 2      | 3      | 44    | 43    |
| Стокпорт Каунти  | 1928/29          | 22   | 19   | 1            | 0            | 1      | 0      | 24    | 19    |
| Стокпорт Каунти  | Итого            | 70   | 61   | 3            | 2            | 4      | 3      | 77    | 66    |
| Дарвен           | 1929/30          | ?    | ?    | ?            | ?            | 0      | 0      | ?     | ?     |
| Дарвен           | 1930/31          | ?    | ?    | ?            | ?            | 0      | 0      | ?     | ?     |
| Дарвен           | Итого            | 51   | 42   | ?            | ?            | 0      | 0      | 51+   | 42+   |
| Всего за карьеру | Всего за карьеру | 570  | 357  | 46+          | 25+          | 5      | 3      | 621+  | 385+  |